# Галлерани, Чечилия
Чечилия Галлерани (итал. Cecilia Gallerani; 1473 г., Сиена — 1536 г., Сан-Джованни-ин-Кроче; в замужестве графиня Бергамино и Саронно, также встречается латинизированный вариант Цецилия Галлерани) — одна из возлюбленных герцога миланского Лодовико Сфорца по прозвищу Иль Моро (итал. Il Moro — мавр), мать его сына-бастарда Чезаре, предполагаемая модель знаменитого портрета «Дама с горностаем» работы Леонардо да Винчи.

## Биография
Родилась в Сиене в большой семье. Её отец Фацио, вероятно, не был дворянином, но занимал несколько должностей при миланском дворе, в том числе должность посла во Флоренции и Лукке; её мать Маргерита Бусти была дочерью уважаемого юриста. Вместе со своими шестью братьями Чечилия обучалась латинскому языку и литературе.

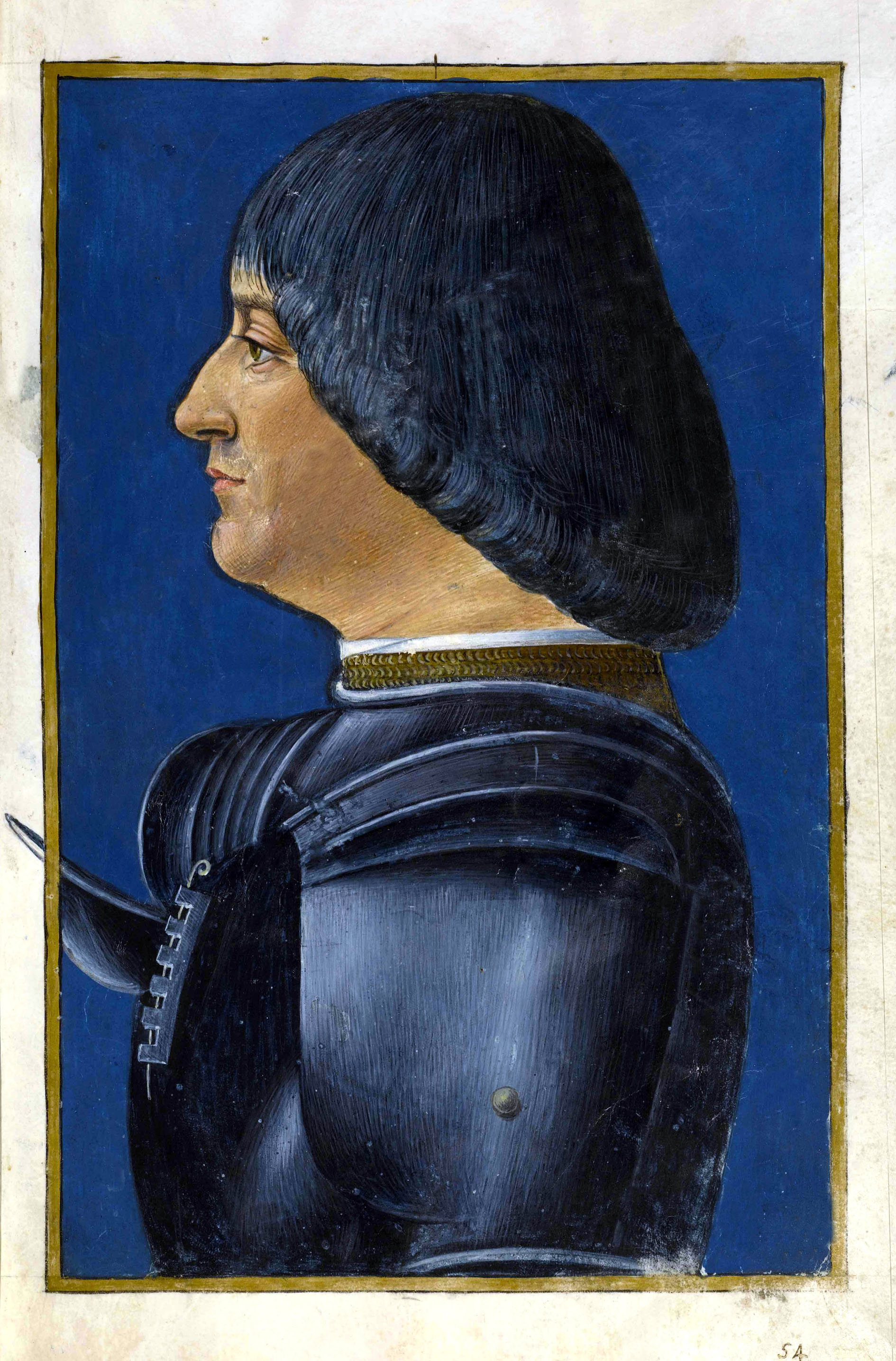
Лодовико Сфорца

В 1483 году в возрасте 10 лет она была помолвлена с Джованни Стефано Висконти, но в 1487 году помолвка 14-летней девочки была расторгнута по неизвестным причинам. В мае 1489 года она ушла в монастырь Нуово, и, возможно, именно там встретила герцога и вступила с ним в связь; по другим источникам, её туда поместил сам герцог, чтобы удобно встречаться с ней. Тогда же один из её братьев избежал наказания за убийство благодаря помощи Моро.
Историк династии Сфорца пишет: «Лодовико не был вульгарен в своих любовных связях. По-видимому, он чувствовал искреннюю привязанность к Галлерани и предоставил в её распоряжение несколько комнат в Кастелло. Он отдал ей также Бролетто Нуово — дворец, некогда принадлежавший Карманьоле. Даровав ей в 1491 году в собственность Саронно, он стремился подчеркнуть своё уважение к ней и воздать должное её достоинствам».
В январе 1491 года Лодовико вступил в династический брак с Беатриче д'Эсте, накануне которого слухи о Чечилии создавали некоторые проблемы. Миланский посланник Джакомо Тротти в ноябре 1490 года писал, что если Лодовико и не был рад приезду будущей тещи, то отчасти «из-за возникших сплетен; или же в самом деле из уважения к той своей возлюбленной госпоже Чечилии, которую он поселил в замке, которая сопровождала его, куда бы он ни шел; и она с ребенком [беременная], и мила как цветок, и он часто брал меня с собой, чтобы видеть её. Но не следует торопить время, которое исцеляет все. Чем меньше внимания мы будем ей уделять, тем быстрее он откажется от неё. Я знаю, о чем говорю».
Беременная Чечилия и после свадьбы Лодовико продолжала жить во дворце. Когда 14 февраля Тротти явился в замок, Лодовико, который доверял ему во всем, сообщил ему «на ухо», что идет поразвлечься к Чечилии, и что его жена не возражает против этого. Беатриче же на самом деле возражала и боролась с соперницей. Однажды она прямо отказалась надеть платье из золотой ткани, которое было похоже на то, которое герцог подарил Чечилии. 21 марта герцог пообещал Тротти, что разорвет эту связь после родов, и любовница либо уйдет в монастырь, либо будет выдана замуж. 3 мая 1491 года Чечилия родила герцогу сына Чезаре (Cesare Sforza Visconti), умершего в 1514 году.
Наконец, Лодовико пришлось расстаться с ней: «Беатриче, только что выйдя замуж и узнав об этой связи герцога, ревновала его, грозила вернуться в дом отца, феррарского герцога, Эрколе д`Эсте. Моро вынужден был поклясться торжественно, в присутствии послов, не нарушать супружеской верности, в подтверждение чего выдал Чечилию за старого разорившегося графа Бергамини, человека покладистого, готового на всякие услуги». Свадьба состоялась в 1493 году. После свадьбы с Людовико ди Брамбилла, графом Бергамино (Lodovico Carminati di Brambilla), ей был подарен дворец Palazzo del Verme, построенный его предком Филиппо Мария Висконти для капитана Карманьола, предварительно заново украшенный силами лучших миланских художников и ремесленников.
Чечилия родила мужу четырёх законных детей, в том числе Джан Пьетро (Giovan Pietro Carminati di Brambilla).
Позже Чечилия снова появилась при дворе — известно, что в 1497-1498 гг. она принимала участие в обедах вместе с Беатриче и её малолетним сыном Франческо. Около 1496 года герцог завел новую любовницу по имени Лукреция Кривелли.

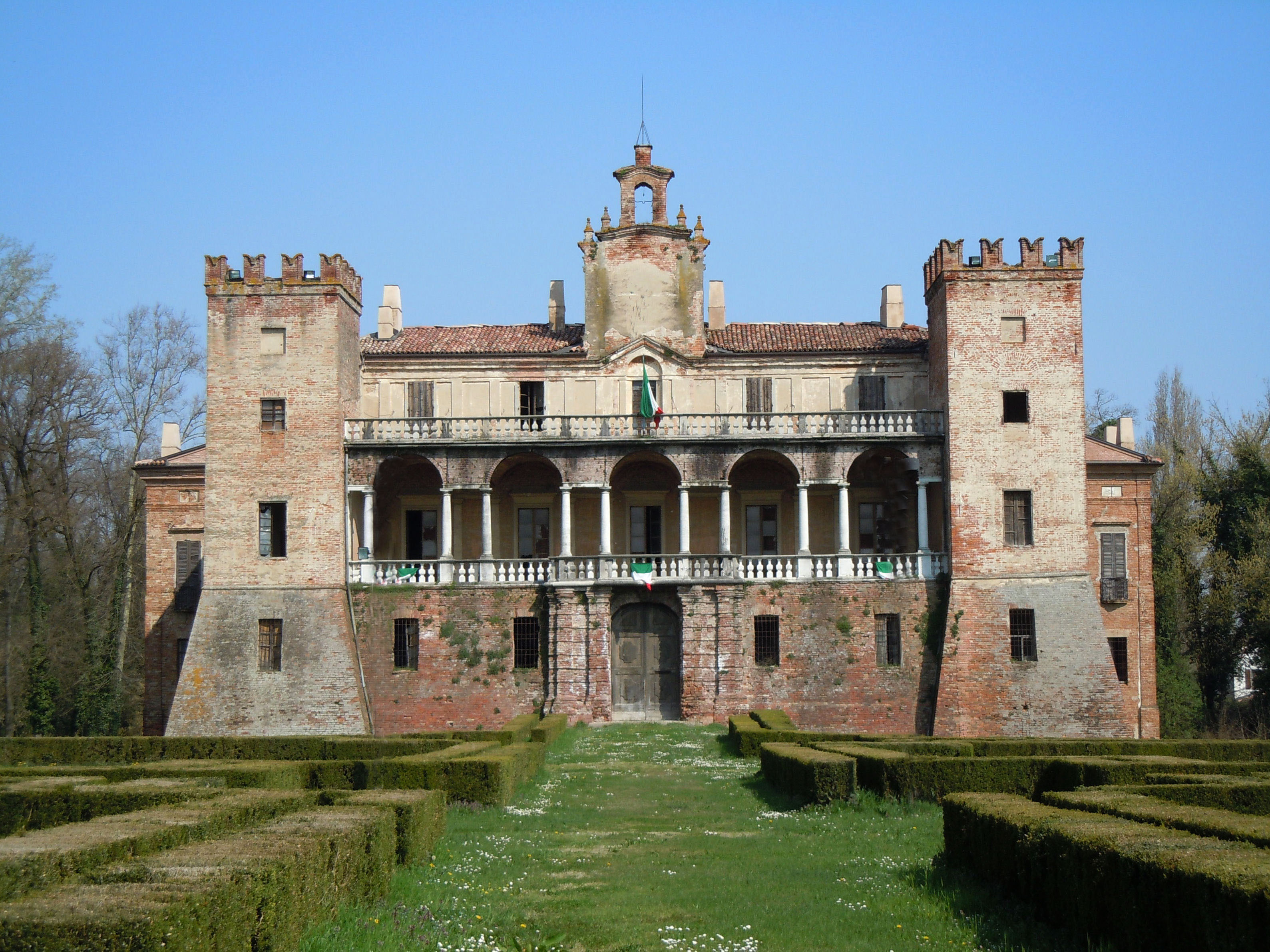
Вилла Медичи дель Васчелло, резиденция Чечилии

Молодая герцогиня Беатриче умерла при родах 2 января 1497 года, оставив двух сыновей. Мережковский в своей книге о Леонардо да Винчи упоминает о дружбе Чечилии и Лукреции Кривелли после кончины Беатриче: по его словам, Лодовико после смерти жены ещё сильнее привязался к своим любовницам. Чечилия (бывшая, несмотря, на свою учёность, «простой и доброй женщиной, хотя несколько восторженной») убедила бывшую соперницу подружиться и вместе утешать герцога. Когда у Лукреции родился от Моро сын, графиня пожелала быть крёстной матерью и «с преувеличенной нежностью стала нянчиться с ребёнком, „своим внучком“, как она его называла». Лодовико был рад такой странной дружбе и заказал сонет придворному стихотворцу. В нём «Чечилия и Лукреция сравнивались с вечернею и утреннею зарею, а сам он, неутешный вдовец, между обеими лучезарными богинями, — с темною ночью, навеки далекой от солнца, — с Беатриче».
В 1497 году Лодовико намеревался провести сына от Галлерани Чезаре на вакантное место архиепископа Милана, что вызвало возмущение духовенства. Лишь приор церкви Санта Мария делле Грацие, личный друг герцога, которого он очень ценил, отговорил его от назначения, так как мальчик был ещё слишком юн.
После смерти мужа и сына Чезаре в 1514—1515 годах, Чечилия Галлерани переехала в замок Villa Medici del Vascello в Сан-Джованни-ин-Кроче в окрестностях Кремоны. Затем, когда разгромив Милан, французы конфисковали земли в Саронно и Павии, пожалованные её бастарду отцом, ей пришлось уехать в Мантую, где ей предоставила приют находившаяся с ней в дружеских отношениях Изабелла д'Эсте — сестра покойной Беатриче, герцогини Миланской.
Чечилия смогла восстановить своё благосостояние, когда Сфорца снова вернули власть. Умерла в возрасте 63 лет и, вероятно, была погребена в часовне семьи Карминати в церкви Сан-Заведро.

## Муза и хозяйка салона

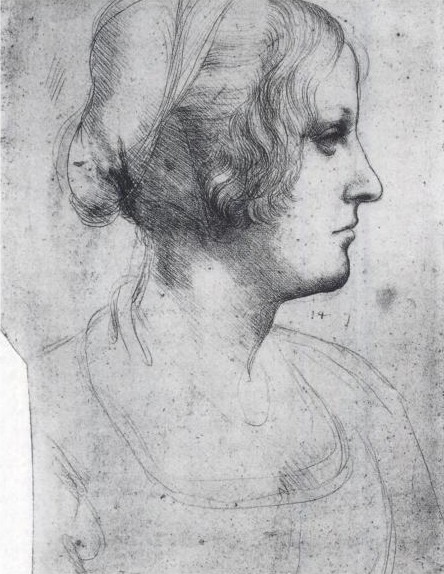
Леонардо да Винчи. Рисунок профиля Чечилии Галлерани (?)

Выйдя замуж и до тех пор, пока французы не подорвали её благосостояние, Чечилия Галлерани держала литературный салон, который был одним из первых в Европе.

«В то время, когда благороднейшая и достойнейшая синьора Цецилия, графиня Бергамини, пила минеральные воды в Баньо д’Аквано, чтобы поправить свои недуги, её навещали многие господа и дамы, отчасти из-за того, что она была приветлива и добра, отчасти из-за того, что в её компании можно было встретиться с лучшими умами Милана, как, впрочем, и с иностранцами, которым случалось здесь оказаться. Военачальники говорили здесь о ратном деле, музыканты пели, живописцы и художники рисовали, философы рассуждали о природе, а поэты декламировали свои и чужие стихи; так что исполнялись желания всякого, кто желал высказаться или же услышать достойные суждения, поскольку в присутствии этой героини всегда обсуждались вещи весьма приятные, добродетельные и благородные» (Маттео Банделло).

Чечилия была одаренной и образованной женщиной, свободно писала и говорила на латыни, в частности, обращалась с латинскими речами к теологами и философам, приходившим к ней в дом, прекрасно пела, музицировала и писала стихи на нескольких языках (в том числе сонеты на итальянском), отличалась остроумием. Как большинство образованных женщин своего времени, Чечилия занималась культурой лишь для собственного удовольствия. Она никогда не публиковала стихи и тексты, написанные ею. «Если не смотреть на её связь с Моро, Цецилия представляется образцом добродетели. Благодаря браку с графом Бергамини она занимала весьма видное положение в Милане, и её восторженные поклонники считали её одной из самых образованных женщин в Италии, наравне даже с Изабеллой д’Эсте и Витторией Колонна» — с ними её сравнивал Ортензио Ландо. Современники восхваляли её редкие добродетели и знания и именовали «la bella Gallerani» поэтессой Сапфо наших дней.
- Она не раз упоминается в знаменитых новеллах Маттео Банделло. «Третья новелла Банделло вводит нас во дворец Ипполиты Сфорца Бентивольо, располагавшийся за Порта Кремонезе, в котором мы видим всех выдающихся людей города. Здесь читают свои сонеты сеньора Цецилия Бергамини и синьора Камилла Скарампа, „две наши музы“, как везде называет их автор. В двадцать второй новелле, посвященной Галлерани, он говорит, что, оказавшись неподалёку от Кремонезе, он счел бы святотатством не свернуть с дороги и не посетить там её в её собственном замке, а затем вспоминает, какой радушный прием она ему оказала. Оставив своё излюбленное занятие — чтение латинских и итальянских поэтов, — Цецилия провела время за приятной беседой с ним и его другом. Позднее её очень хвалили за торжественные речи, как правило, на латыни, которые она по особым случаем произносила перед своими восторженными почитателями»[4]. Также Банделло описывает её как покровительницу искусств[18], её и Камиллу Скарампу он описывает не только как двух наших муз (le nostre due Muse), но и как «одну из двух великих светил нашего итальянского языка».
- Бернардо Беллинчионе посвятил сонет её портрету кисти Леонардо, полный гипербол; также он посвящал сонеты рождению её бастарда, полные античных аллегорий и гипербол[19].
- Эпиграммы в её честь писал Скалигеро (Scaligero)[17]

### Чечилия и Леонардо да Винчи
К портрету мадонны Чечилии,

написанному Леонардо

– Природа, сердишься, завидуешь чему-то?

– Да Винчи, что звезду земную написал,

Чечилию, чей взгляд прекрасный так блистал,

Что солнца лик сумел затмить он на минуту.

– Вся честь – одной тебе, Природа; хоть как будто

На полотне – вся слух, сомкнувшая уста…

Знай, ведь она теперь живая навсегда,

И стала вечным твоей славы атрибутом.

За это – славь Иль Моро. Или всё же,

Талант и руку Леонардо восхвали,

Он сохранил тебя навеки для потомства.

Портрет увидев, люди скажут грёжа,

Что им сейчас как дар преподнесли,

Пленительный пример природы чудотворства. 
Один из четырёх сохранившихся женских портретов кисти Леонардо да Винчи — «Дама с горностаем», считается изображением Чечилии.
Она познакомилась с художником, находившимся на службе в Милане, в замке Сфорца и, как считается, в 1489 году он начал писать её портрет. Она приглашала его на встречи миланских интеллектуалов, на которых обсуждалась философия и другие науки; Чечилия лично председательствовала на этих встречах. У Леонардо сохранился черновик письма, предположительно адресованного Чечилии и начинающегося: «Возлюбленная моя богиня…»; также известно, что они были между собой на «ты», хотя в ту эпоху даже друзья и близкие родственники обращались друг к другу на «вы». Опираясь на эти факты (а также на сексуальную окраску, по мнению многих, присутствующую в полотне «Дама с горностаем»), некоторые исследователи склонны считать их связь интимной. Тем не менее, то, что на картине «Дама с горностаем» изображена именно Чечилия — достоверно не доказано.
Однако о том, что Леонардо действительно писал какой-то её портрет, свидетельствуют письменные источники — сонет Бернардо Беллинчионе и упоминание в письме Чечилии Галлерани к Изабелле д’Эсте от 29 апреля 1498 года. Изабелла высказала просьбу прислать ей портрет, чтобы сравнить его с работой Джованни Беллини: «Припоминая, что Леонардо нарисовал Ваш портрет, мы просим Вас быть столь любезной и прислать нам Ваш портрет с этим посыльным, чтобы мы смогли не только сравнить работы этих двух художников, но также и иметь удовольствие снова лицезреть ваше лицо». Чечилия в ответном письме от 29 апреля уверяет её, что послала бы этот портрет даже более охотно, будь его сходство с ней несколько ближе, но «не подумайте, ваша милость, что это вызвано какой-то ошибкой мастера — хотя, с другой стороны, я не уверена в его точности, — но это лишь следствие того, что портрет был написан в то время, когда я еще была так неразвита, и с тех пор я так сильно изменилась. Никто, видя меня и этот портрет вместе, не подумал бы, что это мое изображение. Тем не менее умоляю Вашу Милость быть вполне уверенной в моем благоволении. Я намереваюсь сделать много больше, нежели переслать портрет для вашего удовольствия». Она пишет «15 лет прошло», что относит дату создания картины к 1483 году, когда на самом деле ей было 10 лет. Портрет был послан Изабелле, и возвращен в следующем месяце.

### Другие портреты
|  |  |

Исследователь Лаура Паньотта считает, что на одном из женских портретов кисти Бартоломео Венето изображена Чечилия: «Идентификация изображенной на портрете Венето дамы с Чечилией Галлерани не исключена. На основании анализа стиля, картину можно датировать 1518—1520. В это время Галлерани было 45-47, что согласуется с возрастом женщины на портрете. Паньотта также отмечает физиономическое сходство портрета и Дамы с горностаем. Вазочка для благовоний и желтый платок — атрибуты Марии Магдалины — вероятно, также кисти самого Венето — согласно данным рентгенографии были добавлены после окончания портрета и могут указывать на раскаяние женщины в грехах юности».
В XIX веке указывали, что «есть второй оригинальный портрет Чечилии, находящийся в семье Паллавичини в San Calocero, написанный на взлете её славы».
В библиотеке Trivulziana хранится манускрипт «Libro del Gesù» маленького Максимилиана Сфорца, законного сына герцога. В нём имеется миниатюра, где этот ребёнок изображен сидящим за обедом вместе со своей матерью и некой дамой, чье имя указано как Чечилия — считается, что это изображение Галлерани.